# Negima!: Magister Negi Magi
Negima!: Magister Negi Magi, Ook wel bekend in Japan als Magical Teacher Negima! (魔法 先生 ネギま!, Mahō Sensei Negima!) is een manga en anime serie bedacht door Ken Akamatsu (bekend van zijn bestseller Love Hina). De manga wordt uitgebracht door Kodansha en is een vervolgverhaal in Shonen Magazine in Japan. Del Rey Manga publiceert de Engelse vertaalde versie. De anime, geproduceerd door XEBEC, werd in het eerste half jaar van 2005 uitgezonden en is in de VS uitgebracht door FUNimation Entertainment. Alhoewel, twee OVA's zijn uitgebracht en geproduceerd door Shaft en GANSIS, die ook een remake produceerde genaamd, Negima!?.